# Hotteok
Hotteok là một loại bánh rán Hàn Quốc rất đa dạng, và là thức ăn đường phố nổi tiếng của Triều Tiên. Nó thường được dùng trong suốt mùa đông.

## Chuẩn bị

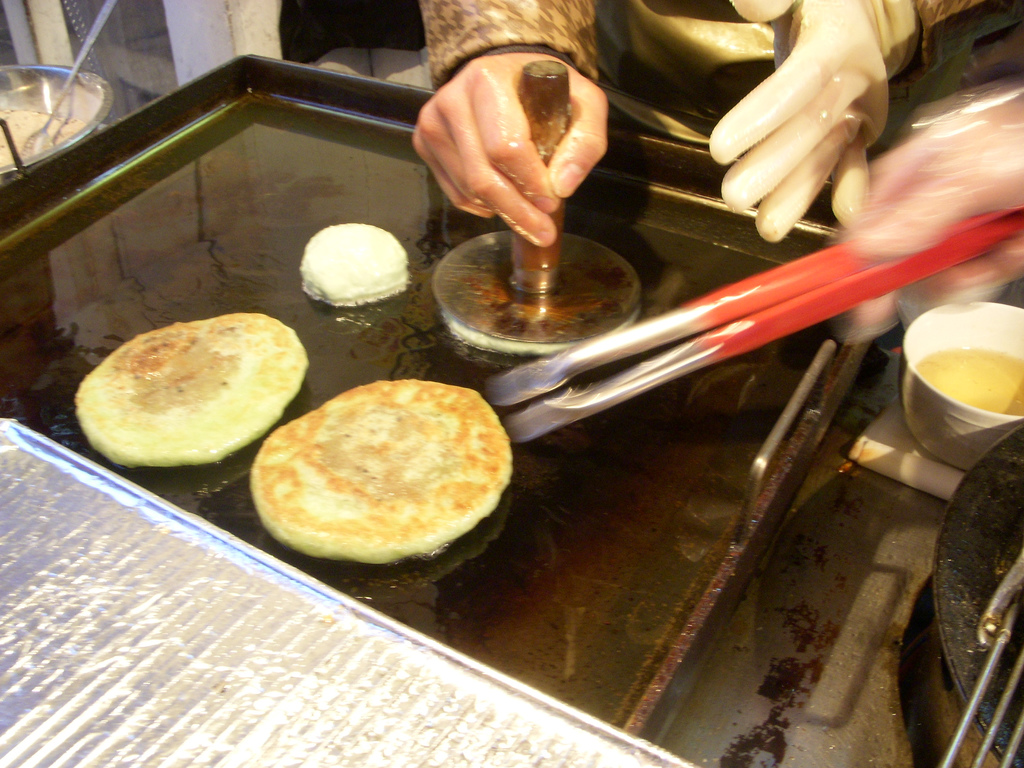
Cận cảnh làm bánh hotteok

Phần bột của hotteok được làm từ bột mì, nước, sữa, đường, và men. Bộ được ủ trong vài giờ. Phần bột được trộn với hỗn hợp gồm đường nâu, mật ong, đậu phộng giã nhuyễn, và quế. Phần bột được đặt trên một vỉ nướng bôi dầu, và được ép thành một vòng tròn lớn bởi dụng cụ đặc biệt với khung tròn bằng sắt và tay cầm bằng gỗ.
Ở Hàn Quốc, hỗn hợp hotteok trộn sẵn được bán dưới dạng bao bì nhựa. Hỗn hợp còn đi kèm với nhân đường nâu và đậu phộng hoặc vừng.

## Nguồn gốc

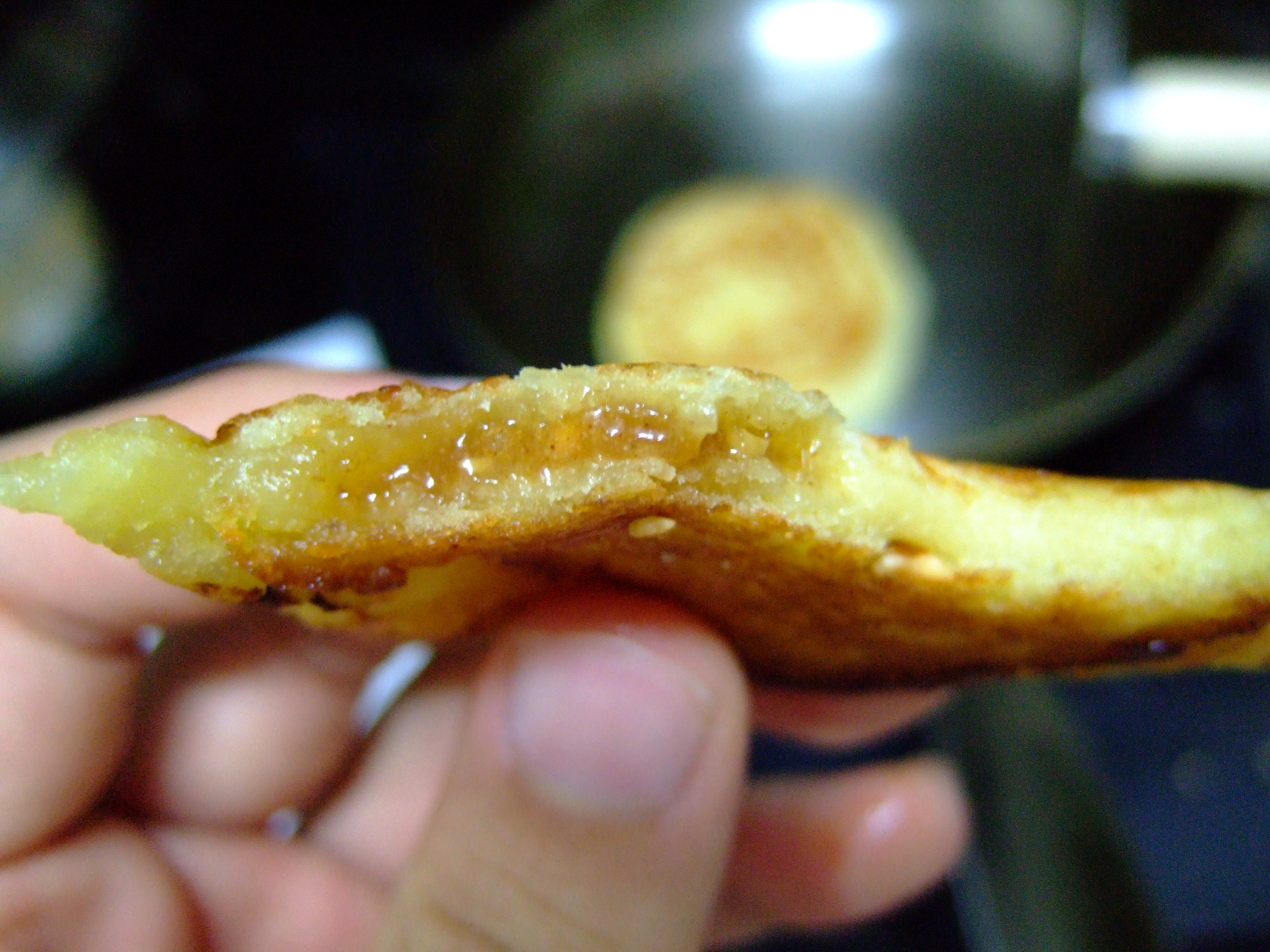
Hotteok